# Elysius amarua
Elysius amarua är en fjärilsart som beskrevs av Adalbert Seitz 1922. Elysius amarua ingår i släktet Elysius och familjen björnspinnare. Inga underarter finns listade i Catalogue of Life.